# 羽里さつき
羽里 さつき（はねざと さつき）は、日本の女性声優。主にアダルトゲームに声をあてている。

## 出演
太字はメインキャラクター。

### アダルトアニメ
- HEARTWORK JUNCTION:02「邂逅」（2004年、菊地玲子）
- DISCODE 異常性愛 Part-1（2004年）
- エルフ姫ニィーナ（2010年 - 2012年、ニィーナ[1]）
- 姉SUMMER!（2011年 - 2012年、陽子）
- 艶美（2014年、瑠美[2]）

### アダルトゲーム
- いなおり～または彼は如何にして心配するのを止めて5人の女性を同時に愛するようになったか～（2000年、鷲場愛衣）
- 傀儡の教室（2000年、 春風夕奈）
  - 傀儡の教室 HAPPYEND（2001年、 春風夕奈）
- 鎖 -クサリ-（2005年）
- 背徳姉弟相姦～姉の淫らな柔肉～（2005年、香川美沙）
- 露出の女神さま（2005年、星野絵美）- 2作品[一覧 1]
- 放課後調教倶楽部～保健室の牝奴隷～（2006年、当麻絵美）
- 波の間に間に～さざなみ診療所～（2006年、向井真名）
- 爆乳喫茶（2006年、霧島渚）
- 姉恋模様（2006年、望月愛[3]）
- 爆乳ナース（2006年、三浦友美）
- 秋のうららの～あかね色商店街～（2007年、羽田芳実）
- その花びらにくちづけを シリーズ（2007年 - 2013年、北嶋紗良）- 5作品[一覧 2]
- DISCIPLINE LS（2009年、宮岸勇気）

### ドラマCD
- その花びらにくちづけを 甘え姫と雪の王子さま（2016年、北嶋紗良[4]）